# 厦門航空
厦門航空（アモイこうくう、廈門航空、英: Xiamen Airlines）は、中華人民共和国（中国）の航空会社。福建省廈門市を本拠地としている。中国南方航空の傘下にある。

## 概要
1984年、民航総局・福建省・廈門市の共同出資で設立された後、民航総局の保有株式は中国南方航空に譲渡されている。マイレージサービスは独自の「白鷺カード（イーグレットカード）」である。
2012年11月21日、航空連合・スカイチームの「アフィリエイトメンバー」として正式加盟。
2014年より河北航空を傘下に持つ。

## 歴史
- 2012年、ボーイング737-800型機を40機を発注。
- 2012年11月21日、航空連合のスカイチームに加盟すると正式発表した[2]。
- 2014年8月29日、初のワイドボディ機となるボーイング787-8を受領した。
- 2015年11月29日に福州-シドニー線、12月5日に厦門-シドニー線に就航。初の大陸間路線となる[3]。
- 2016年4月26日、ボーイング737-800型機を10機、確定発注した[4]。
- 2016年7月11日、ファンボロー航空ショーでボーイング737 MAX最大30機の購入覚書を締結した[5]。
- 2016年7月25日から、厦門-バンクーバー線を直行便で運航開始した。北米への就航は初めて[6]。
- 2016年9月26日から、厦門-深圳-シアトル線に新規就航し、アメリカ本土に初就航した[7]。
- 2018年1月26日、ボーイングのチャールストン工場で、納入されるボーイング787-9に国連の持続可能な開発目標を広報する特別塗装を施し、公開した[8]。
- 2018年5月22日、初のボーイング737 MAXを受領した。これにより、保有機材が200機に到達した[9]。
- 2023年9月から、ボーイング737-800型2機に特別塗装機を施した、「ユニバーサル北京リゾート号」の運航を開始した。北京に所在するユニバーサル・スタジオ・北京とのコラボレーションで、機体全体にキャラクターなどが描かれている[10]。

## 就航都市
中国
- 海口美蘭国際空港
- 福州長楽国際空港
- ハルビン太平国際空港
- 泉州晋江国際空港
- フフホト白塔国際空港
- 長沙黄花国際空港
- 武漢天河国際空港
- 南通興東空港
- 杭州蕭山国際空港
- 鄭州新鄭国際空港
- 長春龍嘉国際空港
- 三亜鳳凰国際空港
- 深圳宝安国際空港
- 西安咸陽国際空港
- ウルムチ地窩堡国際空港
- 天津浜海国際空港
- 太原武宿国際空港
- 廈門高崎国際空港
- 南寧呉圩国際空港
- 銀川河東国際空港
- 蘭州中川空港
- 洛陽北郊空港
- 柳州白蓮空港
- 南充空港
- 昆明長水国際空港
- 遵義茅台空港
- 成都天府国際空港
- 青島膠東国際空港
- 広州白雲国際空港
- 瀋陽桃仙国際空港
- 西寧曹家堡空港
- 寧波櫟社国際空港
- 運城張孝空港
- 大連周水子国際空港
- 重慶江北国際空港
- 南京禄口国際空港
- 済南遥墻国際空港
- 淮安漣水空港
- 揚州泰州空港
- ラサ・クンガ空港
- 西昌青山空港
- 綿陽南郊空港
- 麗江三義空港
- 瀘州雲龍空港
- 連雲港白塔埠空港
- 蘇南碩放国際空港
- 貴陽龍洞堡国際空港
- 常州奔牛空港
- 徐州観音空港
- 宜賓空港
- シーサンパンナ・ガサ空港
- 綿州空港
- 固原六盤山空港
- 沙市空港
- 衢州空港
- 上海浦東国際空港
- 上海虹橋国際空港
- 中衛香山空港
- 忻州五台山空港
- 安康富強空港
- 万州五橋空港
- 桂林両江国際空港
- 珠海金湾空港
- 鄂州花湖空港
- 牡丹江海浪空港
- 舟山普陀山空港
- 塩城南洋空港
- 宜昌三峡空港
- 唐山三女河空港
- 衡陽南岳空港
- 合肥新橋国際空港
- 北京大興国際空港
- 三明沙県空港

 日本
- 東京国際空港(2025年7月2日より運航開始予定)
- 成田国際空港
- 関西国際空港
- 中部国際空港
- 那覇空港

 タイ
- スワンナプーム空港

 インドネシア
- スカルノ・ハッタ国際空港
- ングラ・ライ国際空港

 韓国
- 仁川国際空港

 マカオ
- マカオ国際空港

 カンボジア
- プノンペン国際空港

 フィリピン
- ニノイ・アキノ国際空港

 台湾
- 台北松山空港
- 台湾桃園国際空港
- 高雄国際空港

 ベトナム
- タンソンニャット国際空港

 香港
- 香港国際空港

 シンガポール
- シンガポール・チャンギ国際空港

 マレーシア
- クアラルンプール国際空港

 カナダ
- バンクーバー国際空港

 アメリカ合衆国
- ロサンゼルス国際空港
- ジョン・F・ケネディ国際空港

 オランダ
- アムステルダム・スキポール空港

 オーストラリア
- メルボルン空港
- シドニー国際空港

 カタール
- ハマド国際空港

## 日本との関係

### 日本への運航便
| 便名        | 路線      | 路線      | 機材                                  | コードシェア                 |
| ----------- | --------- | --------- | ------------------------------------- | ---------------------------- |
| MF809/810   | 福州      | 東京/成田 | - ボーイング737-800 - ボーイング787-9 | JL                           |
| MF835/836   | 福州      | 大阪/関西 | ボーイング737-800                     | JL                           |
| MF8729/8730 | 福州      | 中部      | ボーイング737-800                     |                              |
| MF8731/8732 | 福州      | 那覇      | ボーイング737-800                     |                              |
| MF815/816   | 厦門      | 東京/成田 | - ボーイング787-8 - ボーイング787-9   | JL                           |
| MF839/840   | 厦門      | 大阪/関西 | ボーイング737-800                     | JL                           |
| MF8653/8654 | 重慶/江北 | 大阪/関西 | ボーイング737-800                     | JL                           |
| MF8707/8708 | 杭州      | 大阪/関西 | ボーイング737-800                     | JL、MU                       |
| MF8723/8724 | 杭州      | 大阪/関西 | ボーイング737-800                     |                              |
| MF8701/8702 | 杭州      | 中部      | ボーイング737-800                     |                              |
| MF8709/8710 | 天津      | 東京/羽田 | ボーイング737-800                     | 2025年7月2日より運航開始予定 |

コードシェア
- JL-日本航空
- MU-中国東方航空

### 日本との歴史
- 2004年、大阪/関西-厦門線を開設し、日本に初就航[12]。
- リーマンショックなどの影響を受け、2009年6月、大阪/関西-厦門線から撤退。
- 2015年3月31日から、大阪/関西-厦門線に就航[13]。
- 2015年7月1日から、大阪/関西-福州線に就航[14]。
- 2015年8月6日から、東京/成田-厦門線に就航[15]。同路線には、日本路線では初となるワイドボディー機のボーイング787型機を投入。
- 2019年6月3日から、日本航空とコードシェアを開始[16]。
- 2019年10月27日、チャーター便として定期運航してきた東京/成田-福州線に定期便として就航[17]。
- 2019年11月20日より、大阪/関西-青島線に新規就航[18]。
- 2020年1月22日から、福岡-福州線に就航[19]。
- 2020年、新型コロナウイルス感染拡大の影響に伴い、週1便の東京/成田-福州線をのぞいて、日本発着路線を運休した[20]。
- 2023年5月15日より、大阪/関西-杭州線の運航を再開[21]。
- 2023年8月5日から、大阪/関西-重慶線に新規就航[22]。
- 2023年8月6日から、大阪/関西-福州線の運航を再開[22]。
- 2023年9月7日、東京/成田-厦門線の運航を再開[23]。
- 2024年9月10日より、沖縄/那覇-福州線を開設[24]。
- 2024年9月20日より、名古屋/中部-杭州線に新規就航[25]。
- 2025年4月1日より、名古屋/中部-福州線に新規就航[26]。
- 2025年7月2日より、東京/羽田-天津線に新規就航予定[27]

## 提携航空会社
2020年1月現在、◎は共同事業相手を示す。
- アリタリア-イタリア航空[28]
- エールフランス◎[29]
- ガルーダ・インドネシア航空
- KLMオランダ航空◎[29]
- 大韓航空
- 中国東方航空
- 中国南方航空◎[29]
- 日本航空[30]
- フィリピン航空
- ベトナム航空[31]
- マレーシア航空
- マンダリン航空

## 機材
なお、同社が自社発注したボーイング製旅客機の顧客番号（カスタマーコード）は5Cで、航空機の形式名は737-85C、757-25Cなどとなる。
平均機材年齢は2023年12月現在で9.4年である。
同社は数少ないボーイング製旅客機のみ運航しているオペレーターであったが、2023年よりエアバスA321neoが運航開始し、エアバス製旅客機の運用も開始した。なお2024年からはエアバスA320neoも導入予定となっている。

### 運航機材
| 機材                 | 運用数 | 発注数 | 座席数 | 座席数 | 座席数 | 座席数 | 備考                           |
| 機材                 | 運用数 | 発注数 | F      | C      | Y      | 計     | 備考                           |
| -------------------- | ------ | ------ | ------ | ------ | ------ | ------ | ------------------------------ |
| エアバスA320neo      | -      | 20     | 未定   | 未定   | 未定   | 未定   |                                |
| エアバスA321neo      | 17     | 18     | -      | 8      | 200    | 208    | 同社初のエアバス製旅客機       |
| ボーイング737-700    | 5      | -      | -      | 8      | 120    | 128    |                                |
| ボーイング737-800    | 114    | -      | -      | 8      | 156    | 164    |                                |
| ボーイング737-800    | 114    | -      | -      | 8      | 162    | 170    |                                |
| ボーイング737-800    | 114    | -      | -      | -      | 184    | 184    |                                |
| ボーイング737-8 MAX  | 25     | 10     | -      | 8      | 166    | 174    |                                |
| ボーイング737-8 MAX  | 25     | 10     | -      | -      | 184    | 184    |                                |
| ボーイング737-10 MAX | -      | 10     | 未定   | 未定   | 未定   | 未定   |                                |
| ボーイング787-8      | 6      | 3      | 4      | 18     | 215    | 237    |                                |
| ボーイング787-9      | 6      | -      | -      | 30     | 257    | 287    |                                |
| 貨物用機材           |        |        |        |        |        |        |                                |
| ボーイング737-800BCF | 1      |        | 貨物   | 貨物   | 貨物   | 貨物   | エア・ロード・カーゴ向けに運航 |
| 計                   | 174    | 61     |        |        |        |        |                                |

### 退役機材
- ボーイング737-200
- ボーイング737-300/500
- ボーイング757-200

### ギャラリー

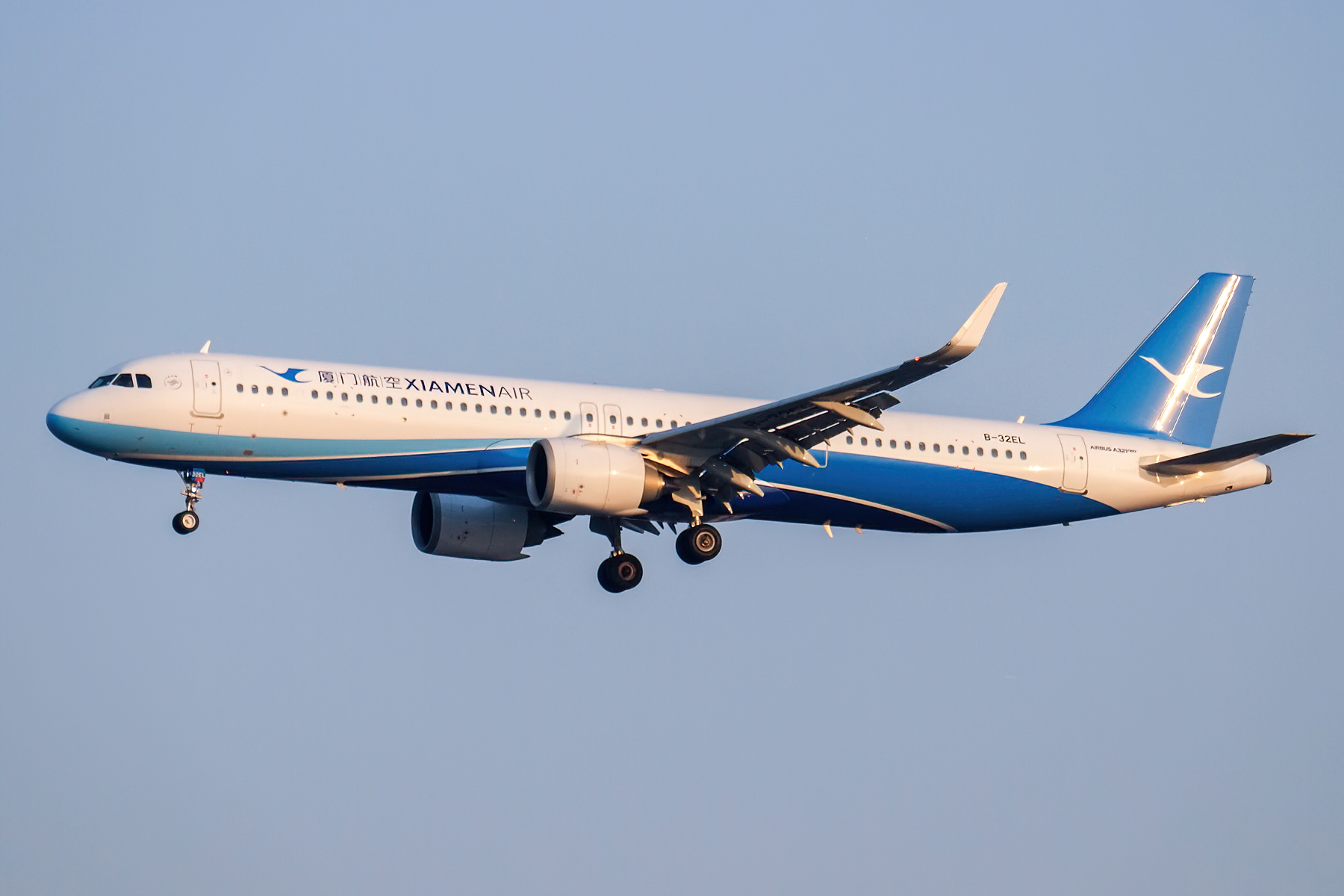
エアバスA321neo
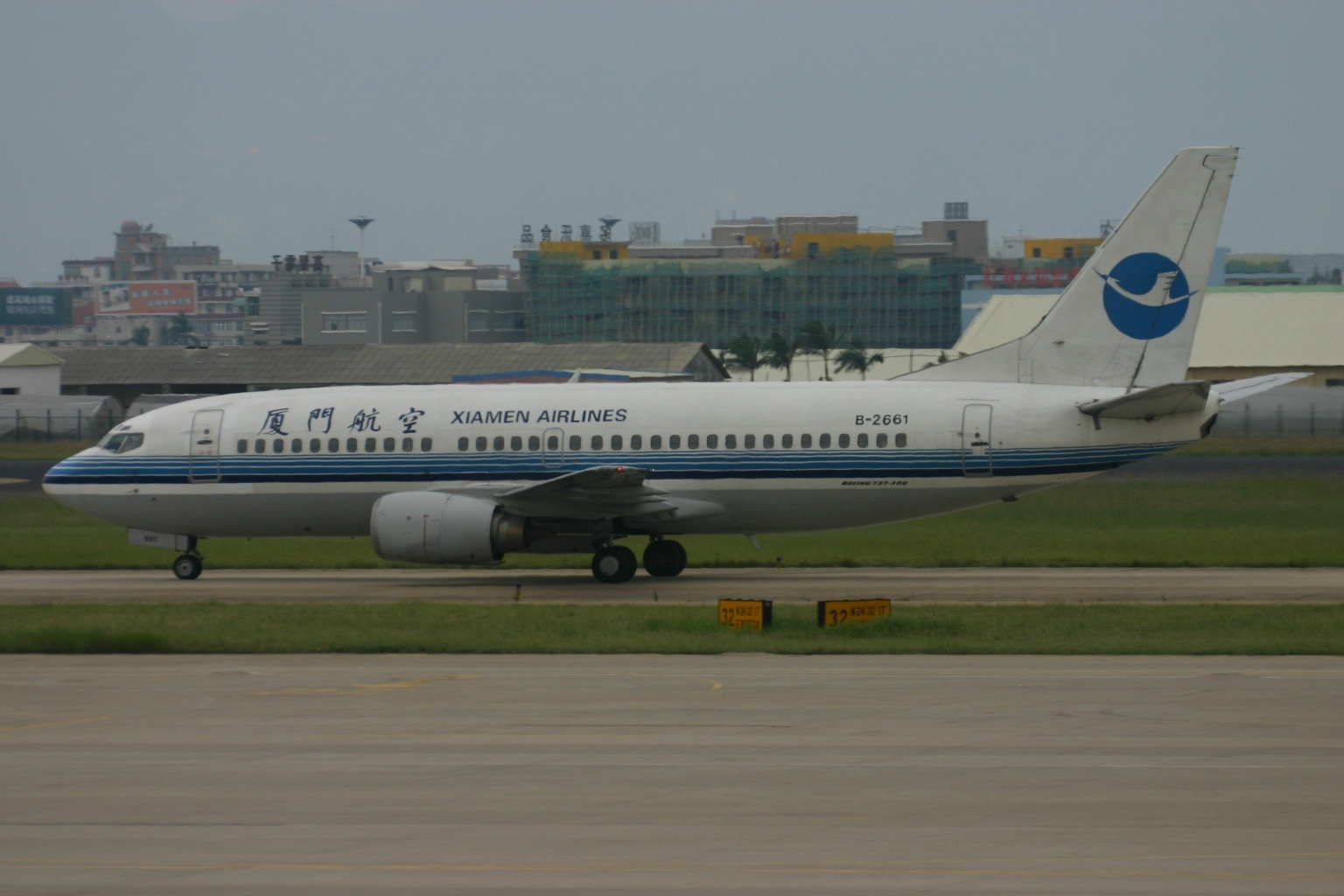
ボーイング737-300
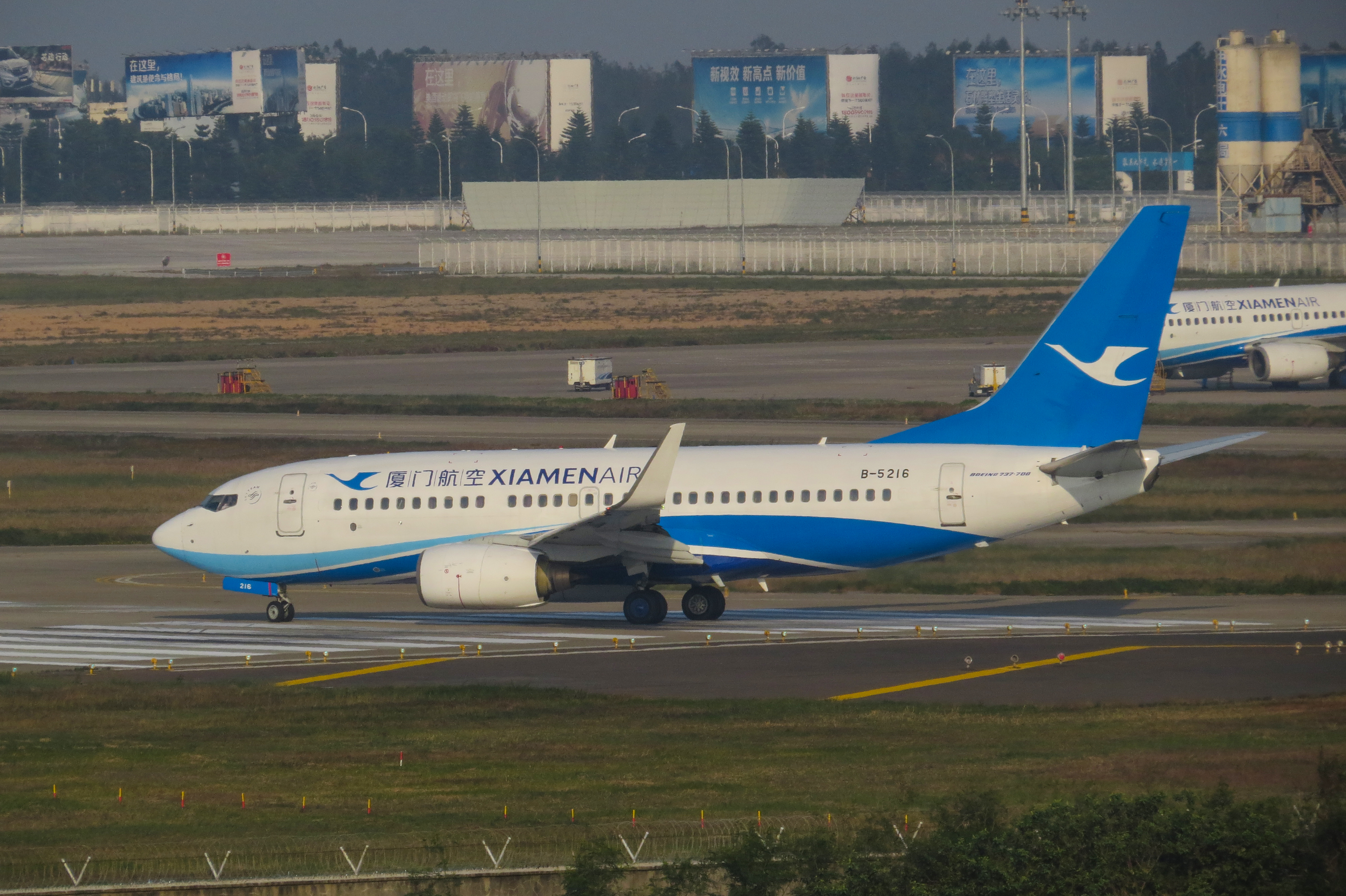
ボーイング737-700
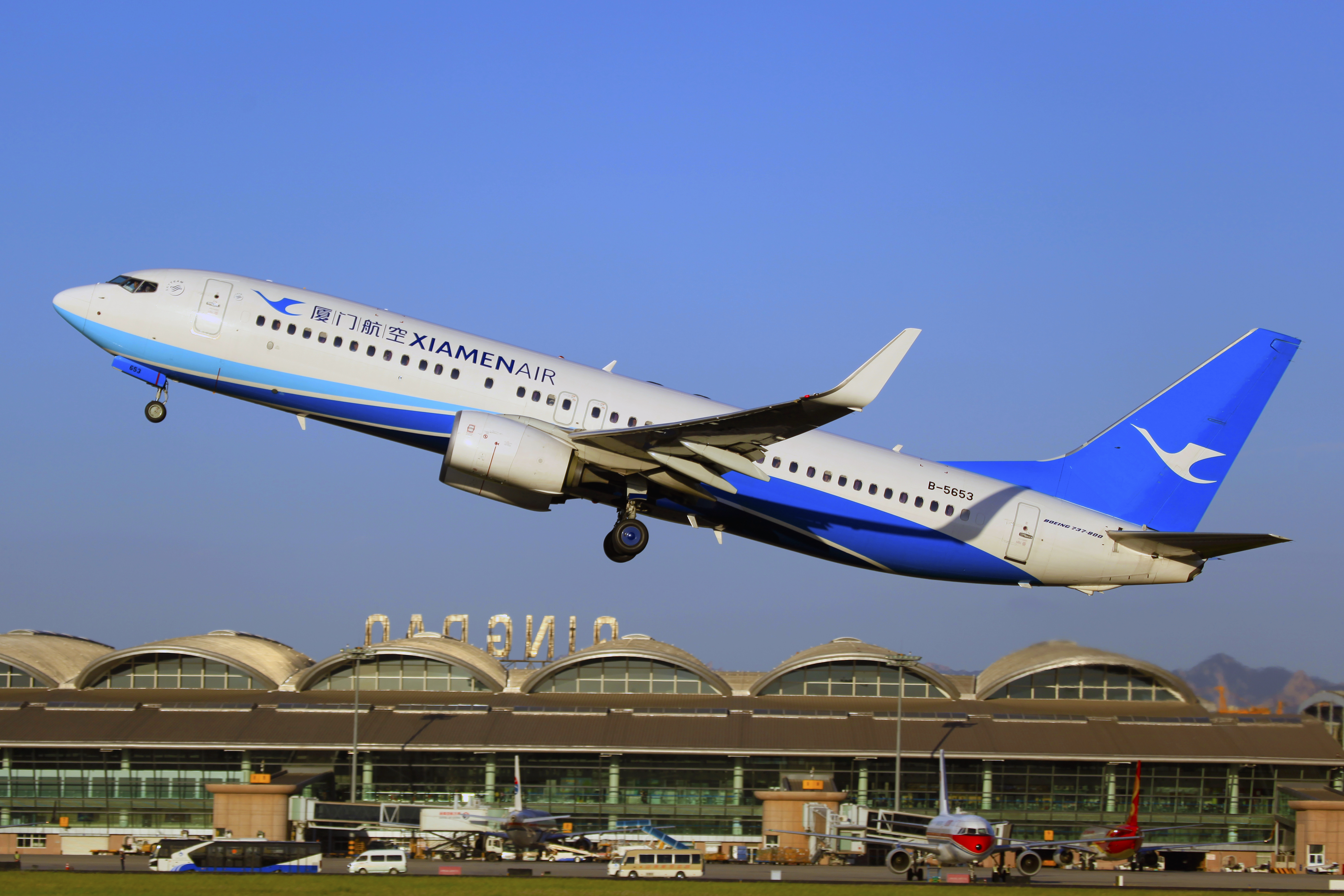
ボーイング737-800
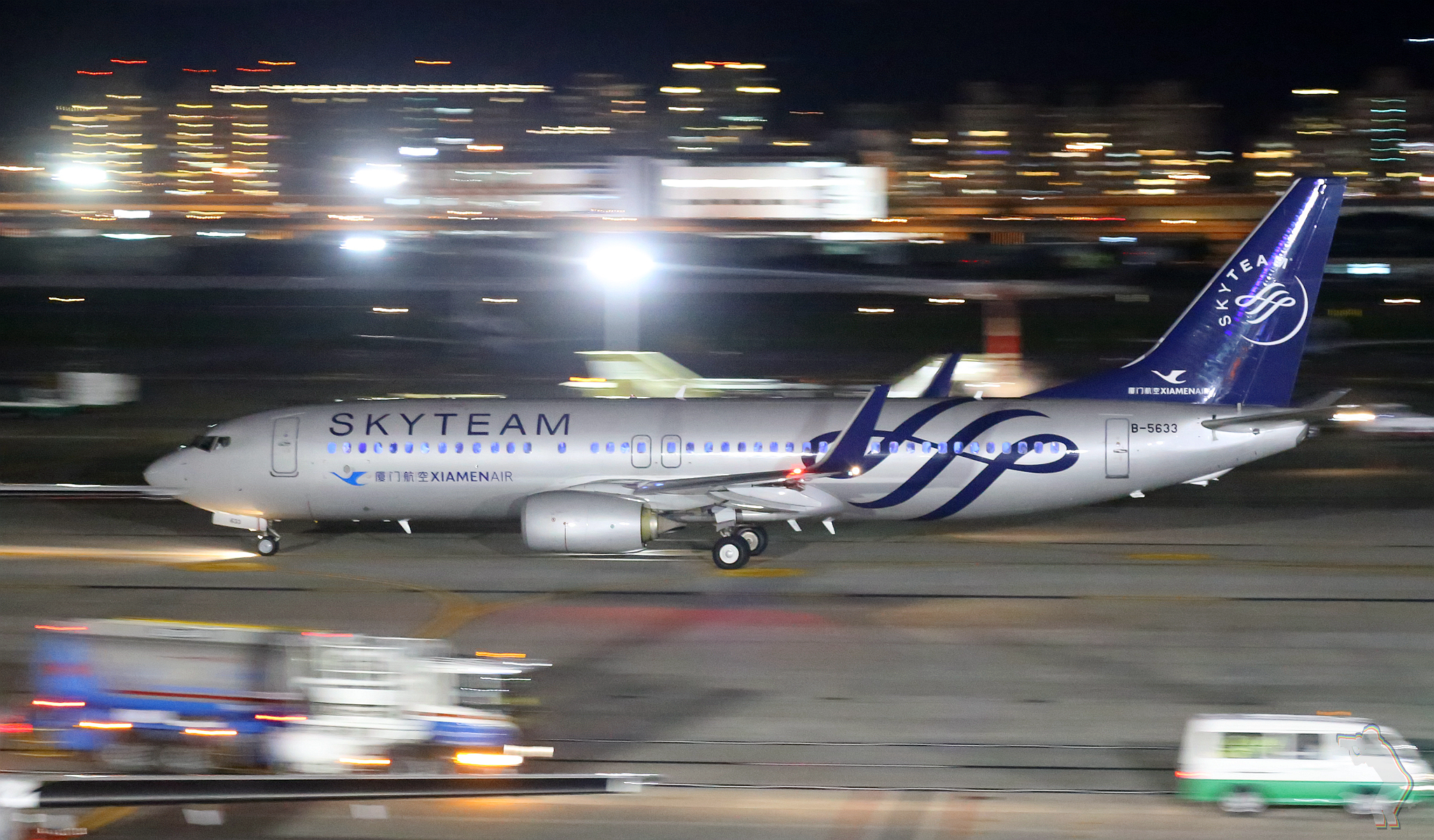
ボーイング737-800（スカイチーム塗装）
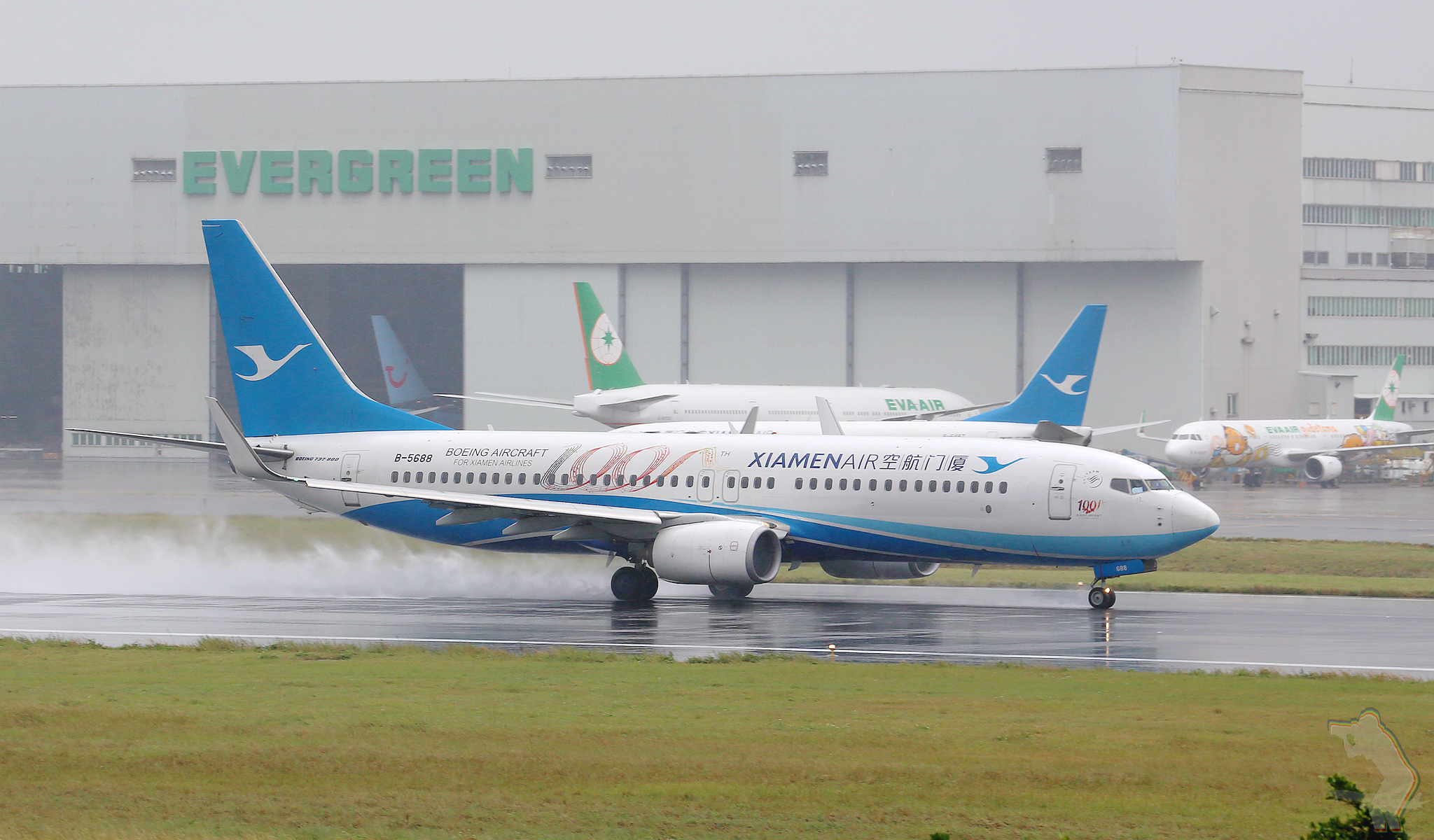
ボーイング737-800（"100th Boeing" 記念塗装）
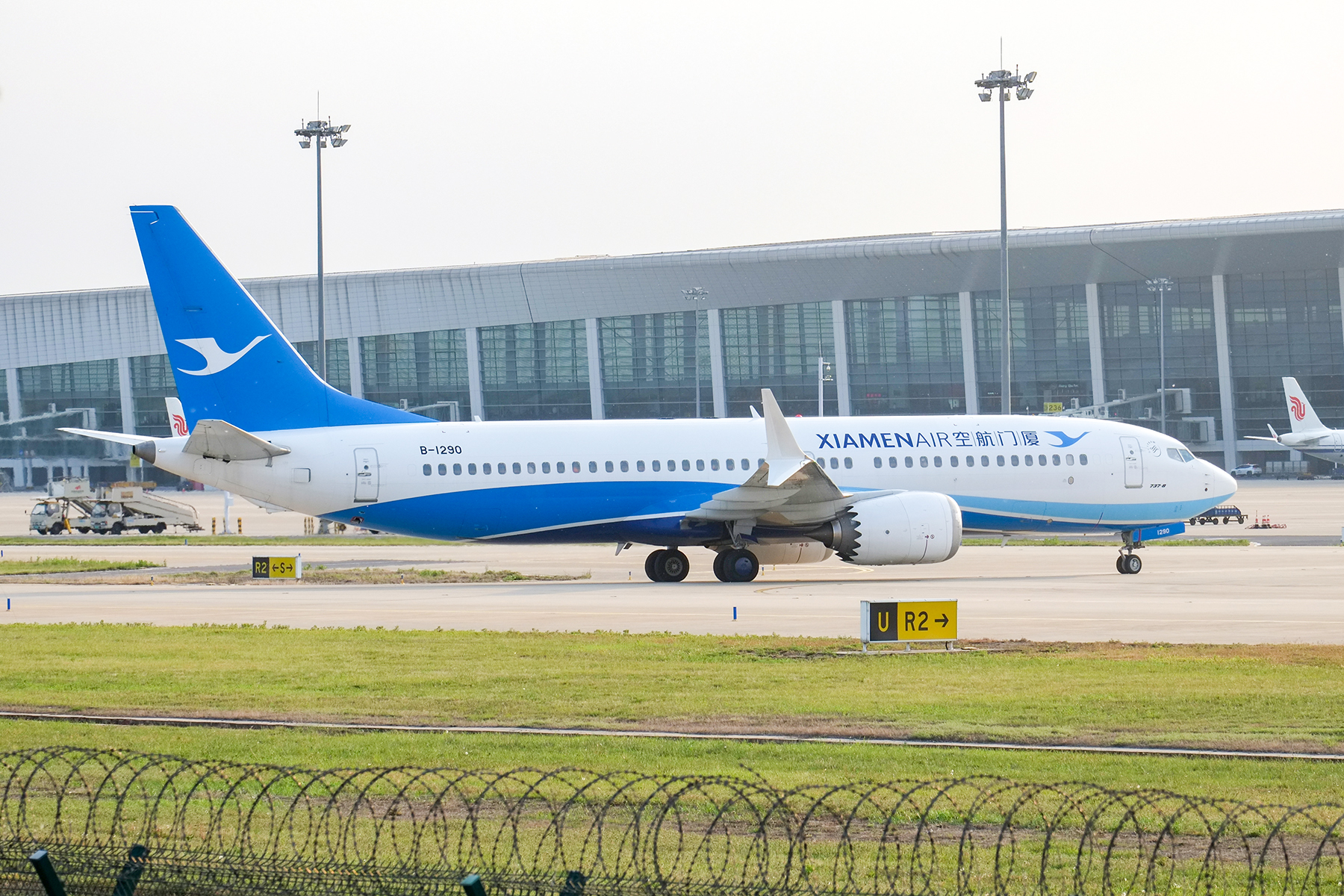
ボーイング737 MAX 8
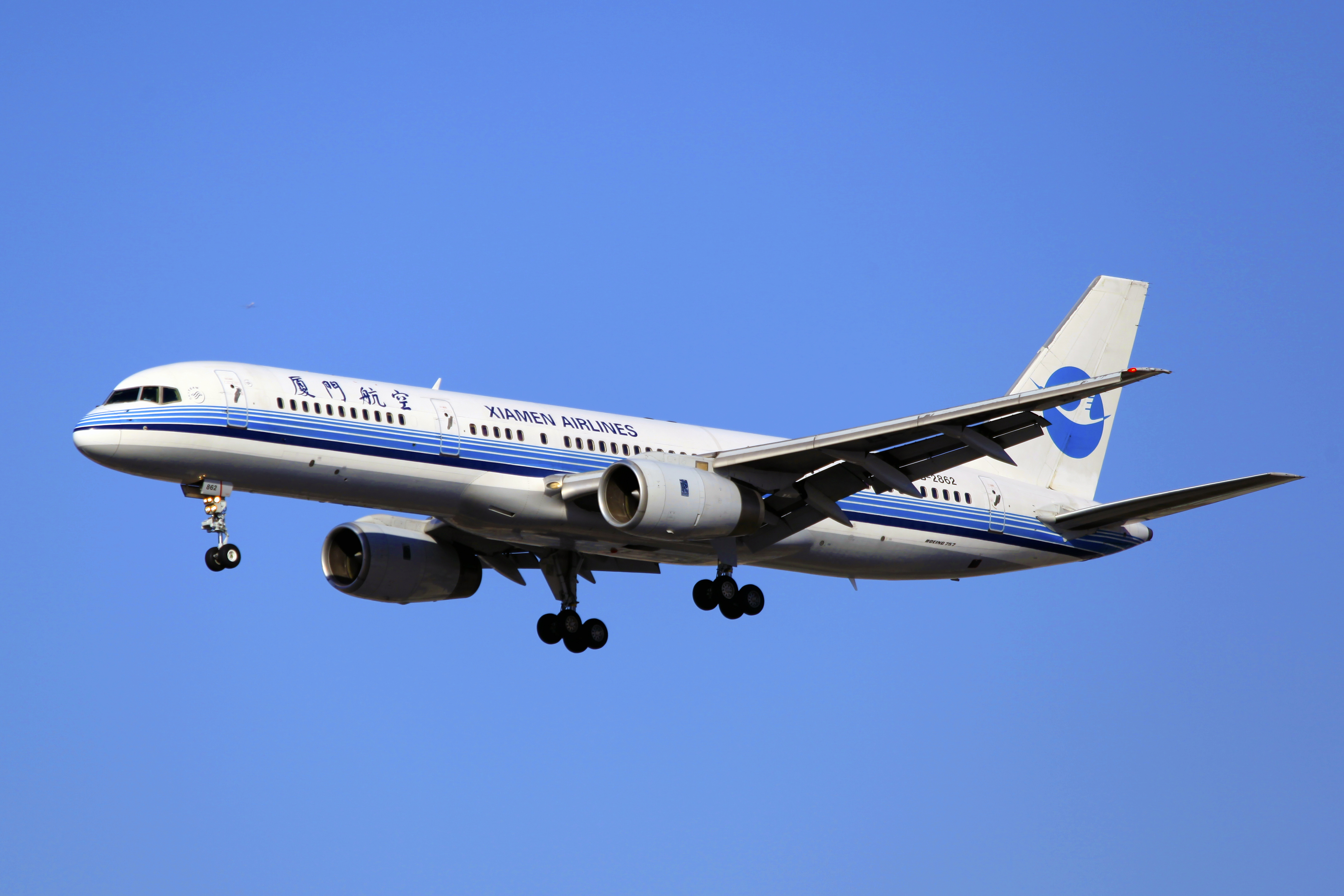
ボーイング757-200
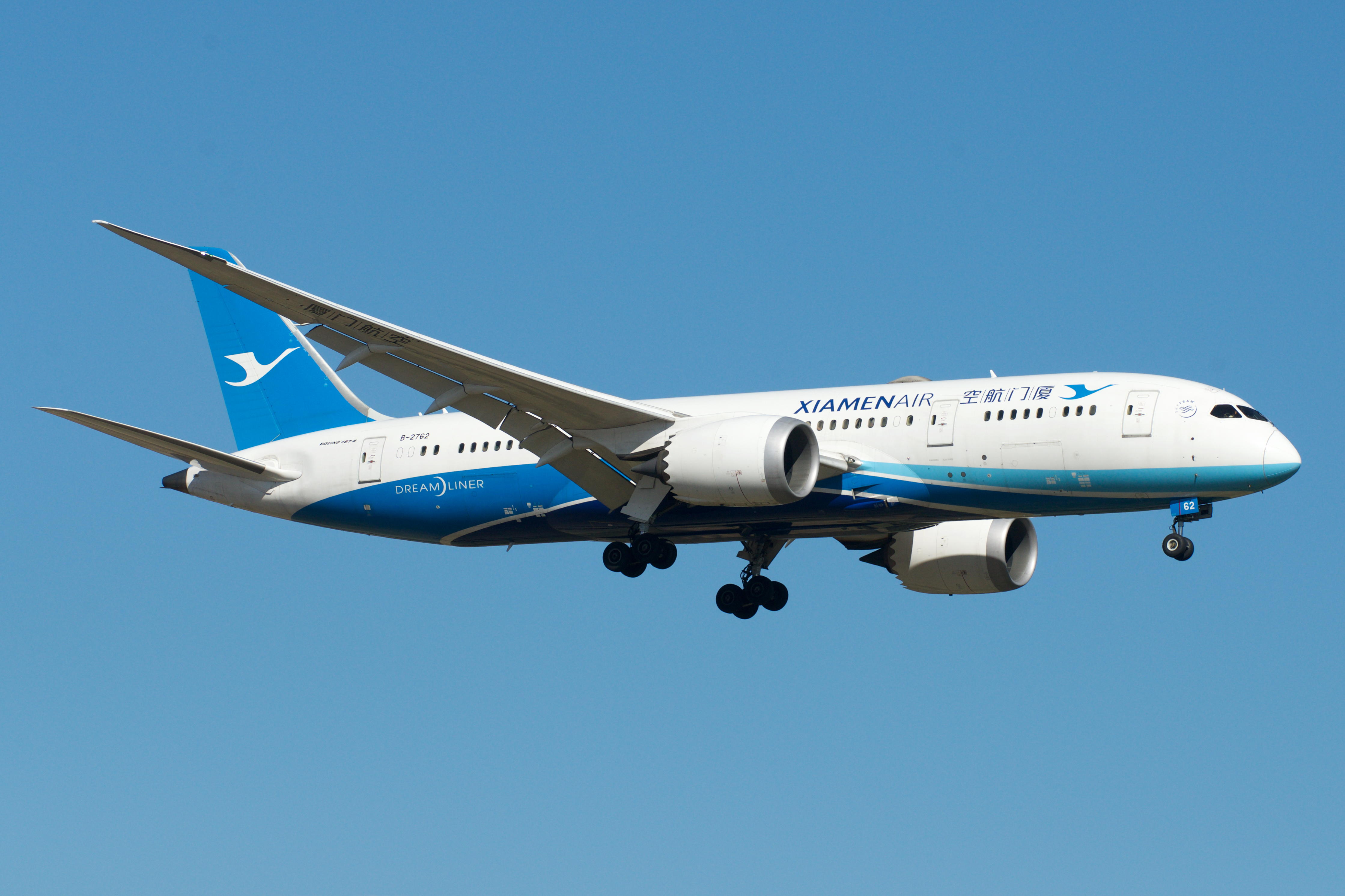
ボーイング787-8
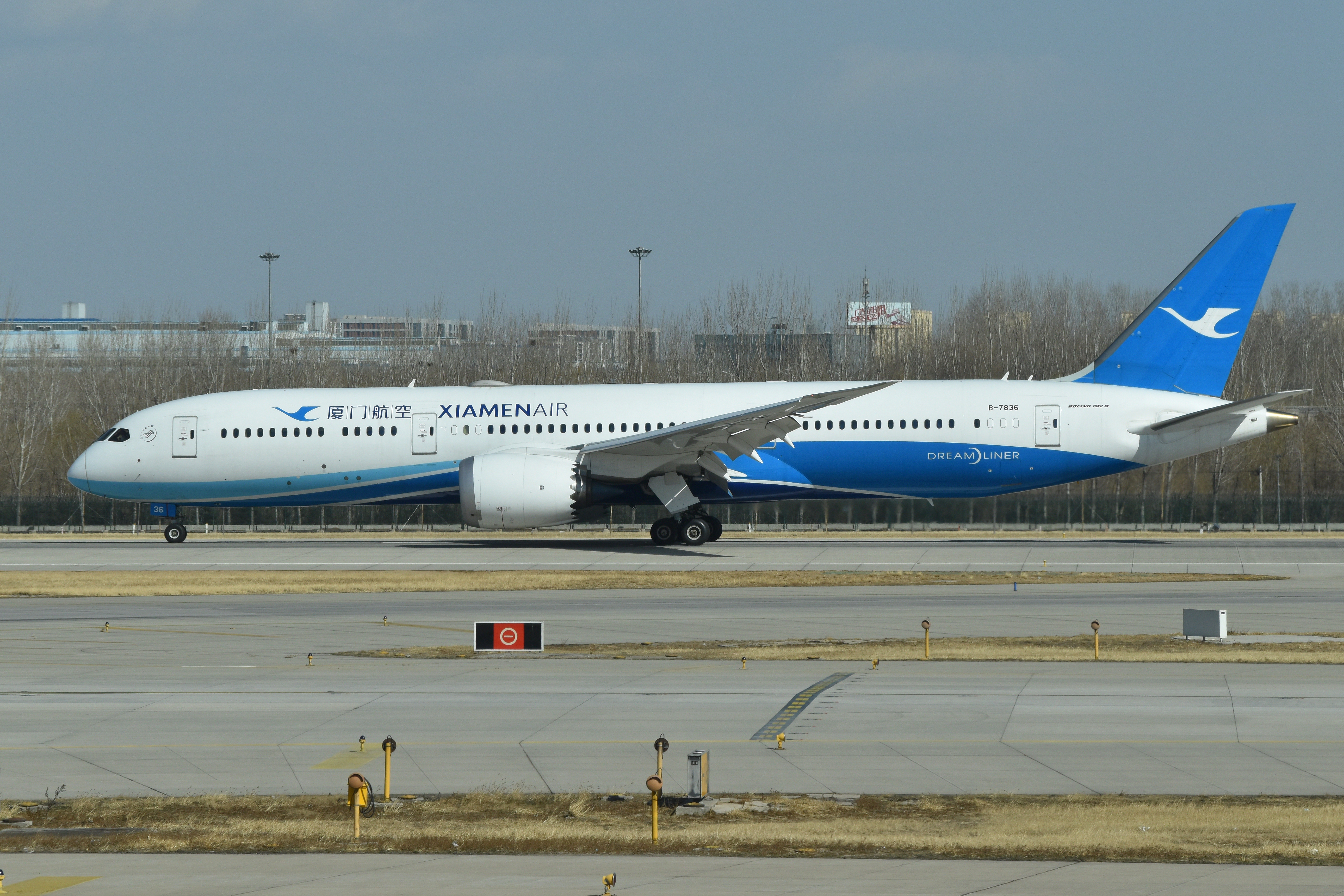
ボーイング787-9
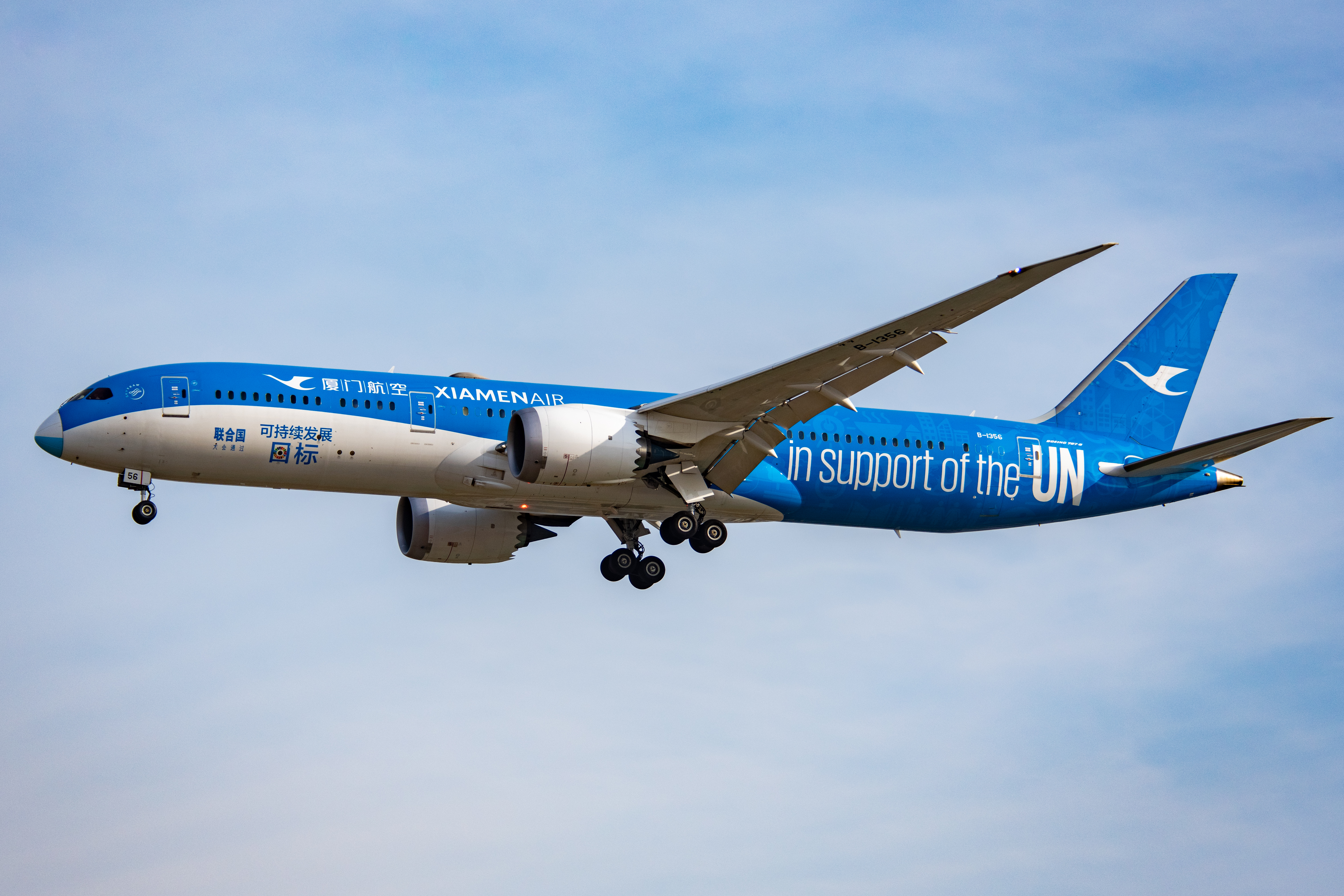
ボーイング787-9（"United Dream" 特別塗装）

## 航空事故
- 1990年10月2日 : 廈門発広州行き8301便、ボーイング737型機（機体番号 : B-2510）が離陸後にハイジャックされ、広州白雲国際空港（旧空港）に着陸進入中、滑走路を逸脱し、駐機中の中国南方航空の旅客機 2機と接触、乗員・乗客及び空港の車両運転手 1名の合計 132名が死亡した。詳しくは廈門航空機ハイジャック事件を参照。
- 2018年8月17日:厦門発マニラ行き8667便、ボーイング737-800型機(機体番号：B-5498)が悪天の中着陸時に滑走路を逸脱した。停止したのち非常脱出し、乗客･乗員に怪我はなかった。しかし、この事故によりニノイ・アキノ国際空港の滑走路が閉鎖され、フィリピン航空などの便の運航に大きな支障が生じる事態となった。